# 瞿然馨
瞿然馨（1940年2月—），女，上海人，中国电影美术设计师，上海电影制片厂美术设计师，中国电影家协会会员。曾获第二届中国电影金鸡奖最佳美术设计奖。